# Leichtathletik-Weltmeisterschaften 1983/10.000 m der Männer

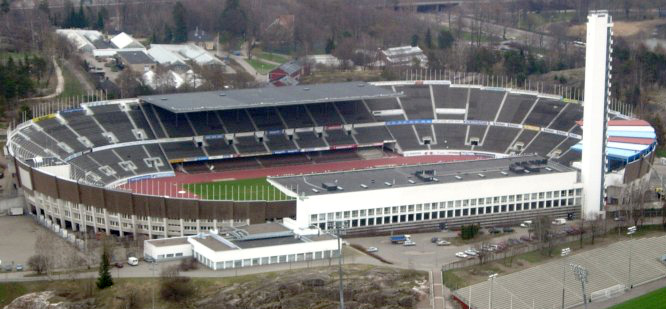
Das Olympiastadion in Helsinki

Der 10.000-Meter-Lauf der Männer bei den Leichtathletik-Weltmeisterschaften 1983 fand am 7. und 9. August 1983 in Helsinki, Finnland, statt.
34 Athleten aus 25 Ländern nahmen an dem Wettbewerb teil. Die Goldmedaille gewann der amtierende Europameister Alberto Cova in 28:01,04 min, Silber ging an den zweifachen Vizeeuropameister von 1982 (5000/10.000 Meter) Werner Schildhauer mit 28:01,18 min. Die Bronzemedaille errang Hansjörg Kunze mit 28:01,26 min.

## Rekorde
Vor dem Wettbewerb galten folgende Rekorde:
| Weltrekord               | Henry Rono                                                                  | 27:22,4 min                                                                 | Wien, Österreich                                                            | 11. Juni 1978                                                               |
| Weltmeisterschaftsrekord | Es gab noch keine WM-Rekorde, die Veranstaltung wurde erstmals ausgetragen. | Es gab noch keine WM-Rekorde, die Veranstaltung wurde erstmals ausgetragen. | Es gab noch keine WM-Rekorde, die Veranstaltung wurde erstmals ausgetragen. | Es gab noch keine WM-Rekorde, die Veranstaltung wurde erstmals ausgetragen. |

Der Portugiese Fernando Mamede, im Finale auf Rang vierzehn, stellte im ersten Vorlauf am 7. August den nun gültigen WM-Rekord von 27:45,54 min auf.

## Vorläufe
7. August 1983
Aus den zwei Vorläufen qualifizierten sich die jeweils neun Ersten jedes Laufes – hellblau unterlegt – für das Finale.

### Lauf 1

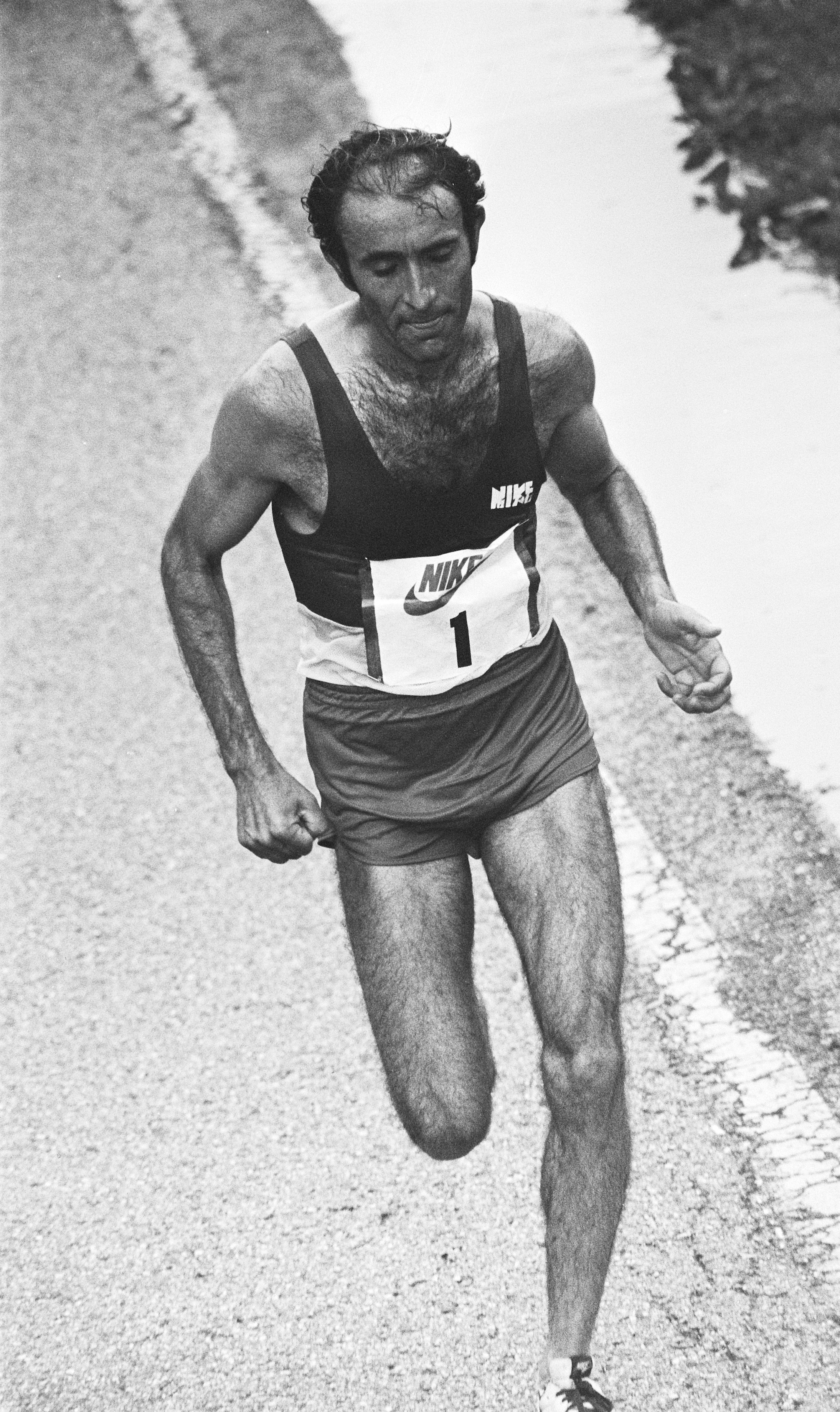
Rodolfo Gómez kam in seinem Vorlauf auf den zehnten Platz und schied damit aus

| Platz | Athlet             | Land                            | Zeit (min)  |
| ----- | ------------------ | ------------------------------- | ----------- |
| 1     | Fernando Mamede    | Portugal                        | 27:45,54 CR |
| 2     | Alberto Cova       | Italien                         | 27:46,61    |
| 3     | Gidamis Shahanga   | Tansania                        | 27:46,93    |
| 4     | Werner Schildhauer | Deutsche Demokratische Republik | 27:47,03    |
| 5     | Antonio Prieto     | Spanien                         | 27:47,34    |
| 6     | Steve Jones        | Vereinigtes Königreich          | 27:47,57    |
| 7     | Bekele Debele      | Äthiopien                       | 27:49,30    |
| 8     | Mark Nenow         | Vereinigte Staaten              | 27:52,41    |
| 9     | Henrik Jørgensen   | Dänemark                        | 28:06,74    |
| 10    | Rodolfo Gómez      | Mexiko                          | 28:25,38    |
| 11    | John Treacy        | Irland                          | 28:35,58    |
| 12    | Roy Andersen       | Norwegen                        | 29:03,45    |
| 13    | Boualem Rahoui     | Algerien                        | 29:10,95    |
| 14    | Domingo Tibaduiza  | Kolumbien                       | 29:23,86    |
| 15    | Antoine Nivyobizi  | Burundi                         | 30:45,10    |
| 16    | Romon Lopez        | Paraguay                        | 31:27,10    |
|       | Markus Ryffel      | Schweiz                         | DNF         |
|       | Mehmet Yurdadön    | Türkei                          | DNS         |

### Lauf 2
| Platz | Athlet           | Land                            | Zeit (min) |
| ----- | ---------------- | ------------------------------- | ---------- |
| 1     | Hansjörg Kunze   | Deutsche Demokratische Republik | 28:04,69   |
| 2     | Carlos Lopes     | Portugal                        | 28:05,62   |
| 3     | Nick Rose        | Vereinigtes Königreich          | 28:06,05   |
| 4     | Christoph Herle  | BR Deutschland                  | 28:06,71   |
| 5     | Mohamed Kedir    | Äthiopien                       | 28:07,16   |
| 6     | Martti Vainio    | Finnland                        | 28:07,47   |
| 7     | José Gómez       | Mexiko                          | 28:07,57   |
| 8     | Bill McChesney   | Vereinigte Staaten              | 28:08,13   |
| 9     | Alberto Salazar  | Vereinigte Staaten              | 28:10,10   |
| 10    | Steve Binns      | Vereinigtes Königreich          | 28:12,79   |
| 11    | Peter Butler     | Kanada                          | 28:13,16   |
| 12    | Zakariah Barie   | Tansania                        | 28:22,06   |
| 13    | Ahmed Musa Jouda | Sudan                           | 28:38,03   |
| 14    | Kunimitsu Itō    | Japan                           | 29:49,04   |
| 15    | Ronald Lanzoni   | Costa Rica                      | 30:18,60   |
| 16    | Said Toumane     | Komoren                         | 34:24,62   |
|       | Stanislav Rozman | Jugoslawien                     | DNF        |
|       | Berhanu Girma    | Äthiopien                       | DNS        |

## Finale

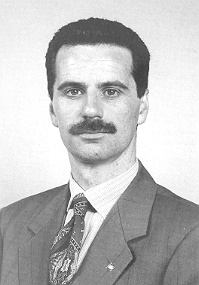
Der amtierende Europameister Alberto Cova (auf dem Foto im Jahr 1994) wurde Weltmeister

9. August 1983
| Platz | Athlet             | Land                            | Zeit (min) |
| ----- | ------------------ | ------------------------------- | ---------- |
|       | Alberto Cova       | Italien                         | 28:01,04   |
|       | Werner Schildhauer | Deutsche Demokratische Republik | 28:01,18   |
|       | Hansjörg Kunze     | Deutsche Demokratische Republik | 28:01,26   |
| 4     | Martti Vainio      | Finnland                        | 28:01,37   |
| 5     | Gidamis Shahanga   | Tansania                        | 28:01,93   |
| 6     | Carlos Lopes       | Portugal                        | 28:06,78   |
| 7     | Nick Rose          | Vereinigtes Königreich          | 28:07,53   |
| 8     | Christoph Herle    | BR Deutschland                  | 28:09,05   |
| 9     | Mohamed Kedir      | Äthiopien                       | 28:09,92   |
| 10    | Bekele Debele      | Äthiopien                       | 28:11,13   |
| 11    | Antonio Prieto     | Spanien                         | 28:11,57   |
| 12    | Steve Jones        | Vereinigtes Königreich          | 28:15,03   |
| 13    | Mark Nenow         | Vereinigte Staaten              | 28:17,28   |
| 14    | Fernando Mamede    | Portugal                        | 28:18,39   |
| 15    | Bill McChesney     | Vereinigte Staaten              | 28:34,46   |
| 16    | José Gómez         | Mexiko                          | 28:42,61   |
| 17    | Alberto Salazar    | Vereinigte Staaten              | 28:48,42   |
|       | Henrik Jørgensen   | Dänemark                        | DNS        |

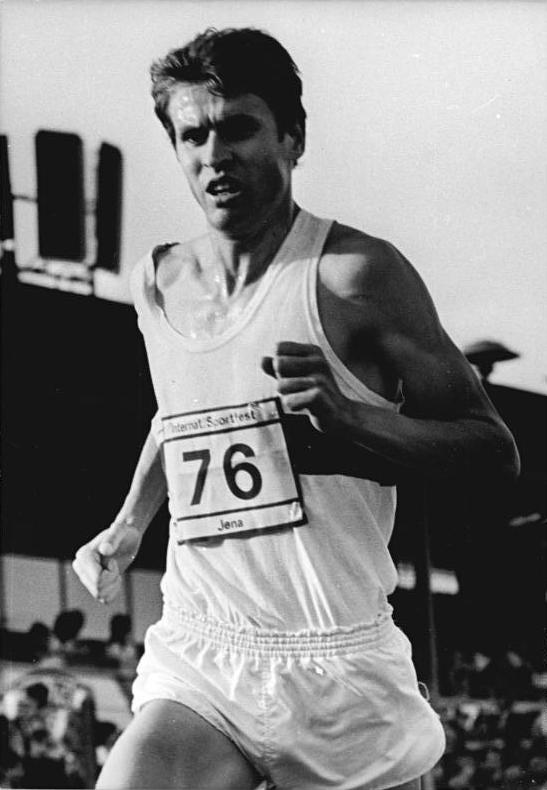
Werner Schildhauer, 1982 zweifacher Vizeeuropameister, errang Silber
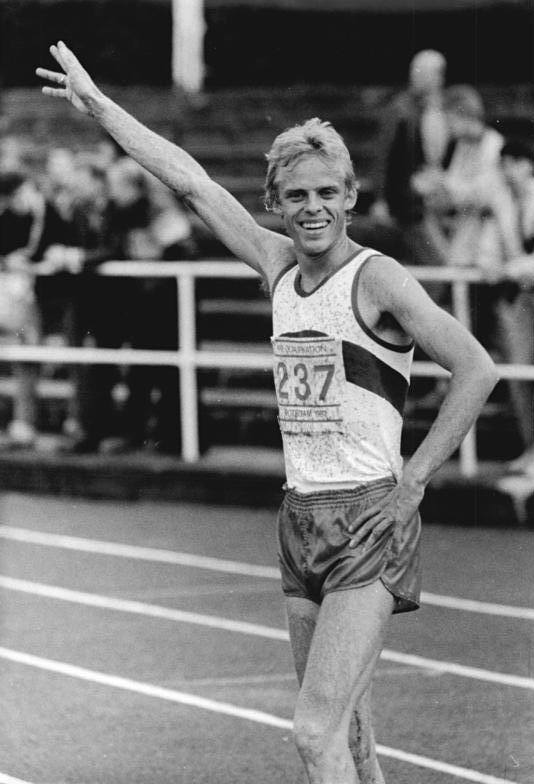
Bronzemedaillengewinner Hansjörg Kunze
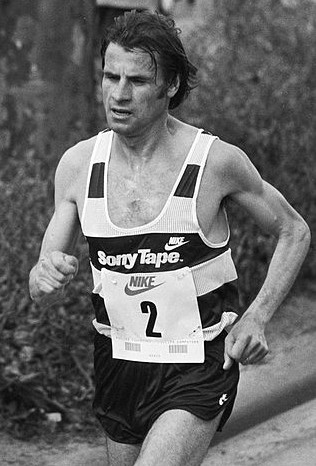
Carlos Lopes, Olympiazweiter 1976, belegte Rang sechs
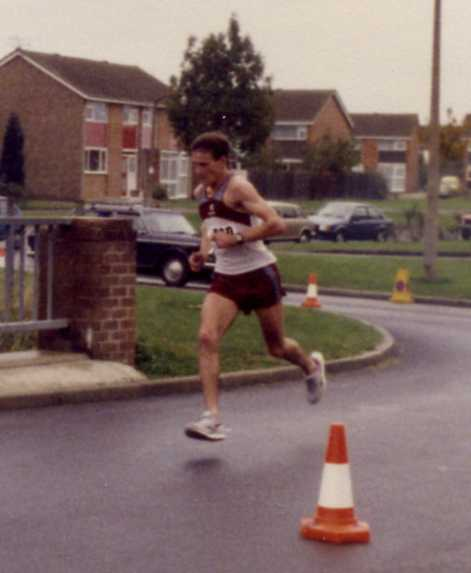
Steve Jones kam auf den zwölften Platz
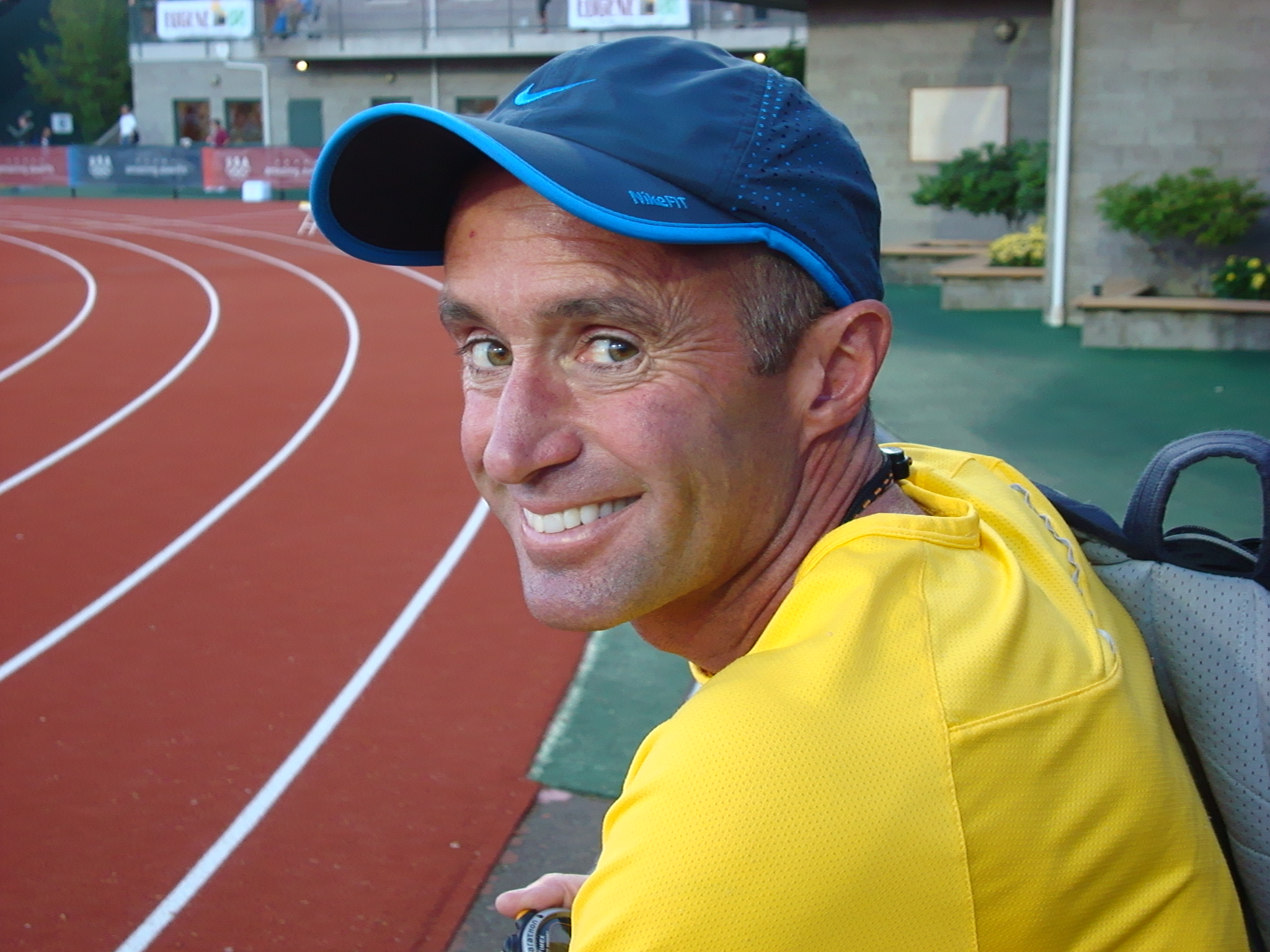
Alberto Salazar (hier im Jahr 2008) erreichte Platz siebzehn
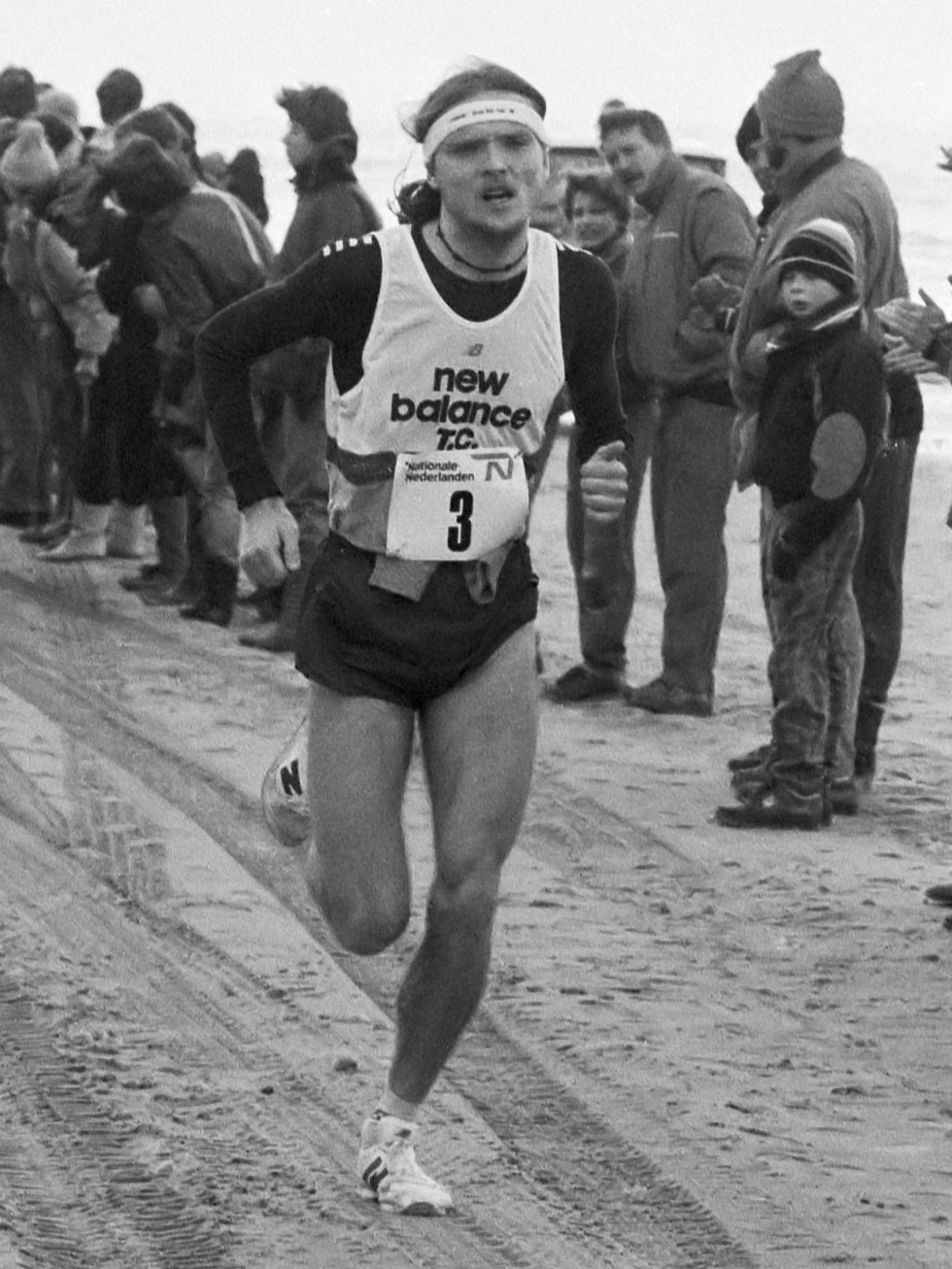
Henrik Jørgensen trat zum Finale nicht an

## Videos
- World Athletics Championships 10,000m Final, Helsinki 1983 auf youtube.com, abgerufen am 28. März 2020
- World Athletics Championship 10,000m Heats 1 & 2, Helsinki 1983 auf youtube.com, abgerufen am 28. März 2020